# Cadillac DeVille

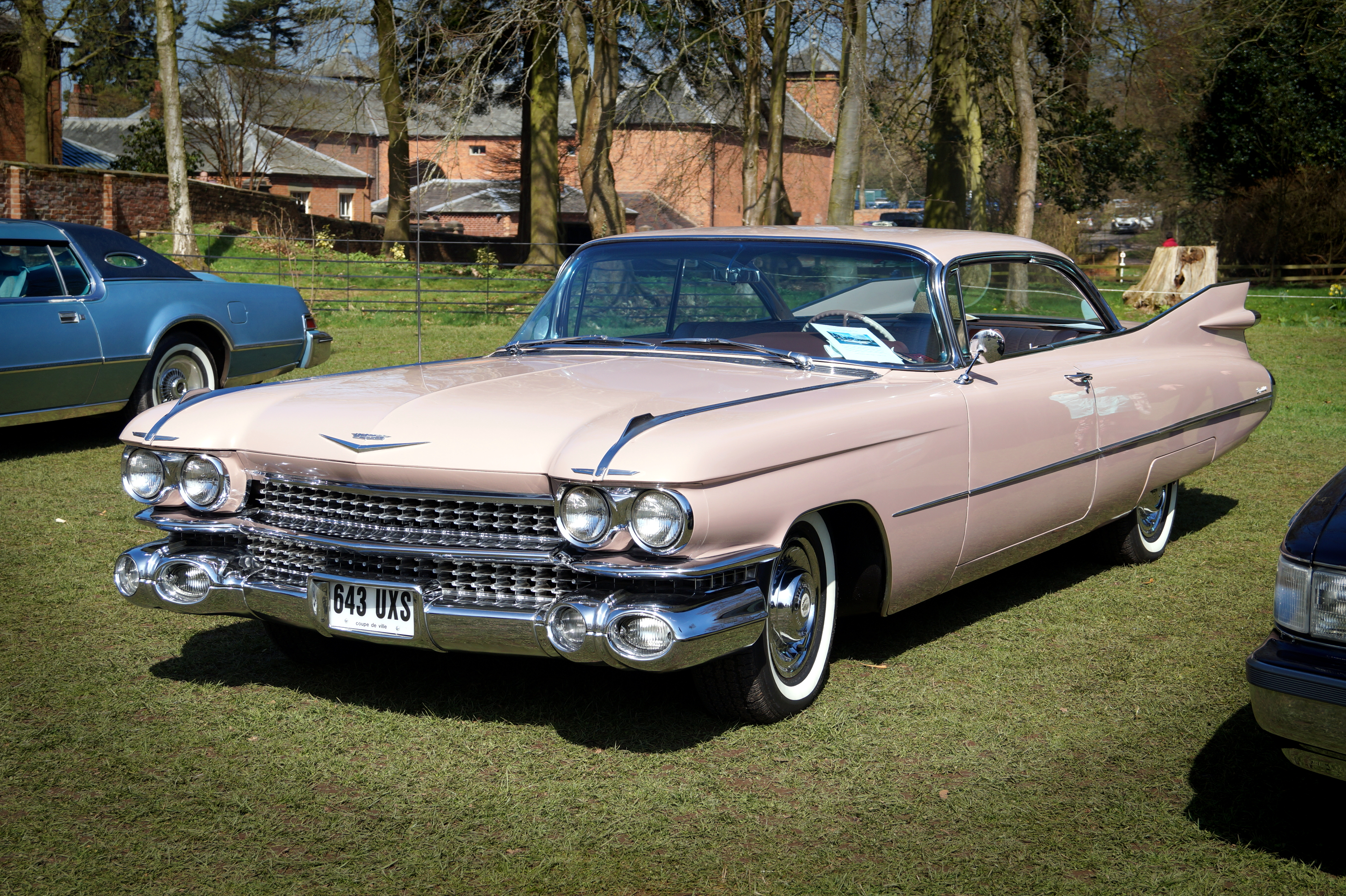
Een Cadillac Coupe DeVille uit 1959

De Cadillac DeVille is een modellijn van het Amerikaanse automerk Cadillac die van 1958 tot en met 2005 in meerdere generaties (versies) gebouwd werd.
De term Coupé de Ville werd al eerder gebruikt om de Cadillac Series 62 van 1949 tot en met 1958 mee aan te duiden, de coupé voor in de stad. Vanaf 1956 kwam hier de sedan de Ville bij. Door het commerciële succes werd vanaf 1959 een aparte DeVille-serie op de markt gebracht. De modellen werden sindsdien als Sedan DeVille (vierdeurs), Coupe DeVille (tweedeurs) en DeVille Convertible (cabriolet) verkocht.
Er zijn acht generaties van de Cadillac DeVille geweest. De vierde tot en met de achtste generatie waren ook als stretch limousine verkrijgbaar.